# 이아고 에레린
이아고 에레린 부이산(스페인어: Iago Herrerín Buisán ˈɟʝaɣo ereˈɾin[*], 1988년 1월 25일, 바스크 주 빌바오 ~)은 스페인의 프로 축구 선수로, 현재 키프로스 1부 리그의 AEK 라르나카에서 골키퍼로 활약하고 있다.
그는 현역 시절 대부분을 아틀레틱 빌바오와 연계하여 활약했는데, 1군 경기에 119번 출전했다. 그는 세군다 디비시온의 누만시아와 라 리가의 레가네스에 임대되어 활약한 적도 있다.

## 클럽 경력

### 아틀레틱 빌바오
비스카이아 도 빌바오 출신인 에레린은 아틀레틱 빌바오의 유소년부를 졸업했다. 그는 몇 달 동안 위성 구단인 바스코니아에서 몇 달활약하다가 2007년 1월에 바라칼도로 임대되었다.
그 해 여름에 복귀한 에레린은 역시 세군다 디비시온 B에 속한 2군으로 배정되었다.

### 아틀레티코 마드리드
2010년 7월, 에레린은 "축구계 새 삶"을 찾아 아틀레틱을 떠났고, 아틀레티코 마드리드에 입단해 또다른 3부 리그 구단인 2군 소속으로 2년을 꼬박 보냈다.
2011년 1월 8일, 이웃 헤타페 B와의 경기에서, 에레린은 72분에 안바 3-2 승리를 결정짓는 마지막 골을 득점했다.

### 아틀레틱 복귀
에레린은 2012년 여름에 아틀레틱 빌바오 선수단에 복귀해 2년 계약을 맺고 즉시 한 시즌 동안 누만시아로 임대되었다. 8월 18일, 그는 2-0으로 이긴 스포르팅 히혼과의 안방 경기에서 세군다 디비시온 첫 경기를 치렀다.
2013년 7월, 에레린은 사자 군단과의 계약을 연장해 1군 선수단으로 정식 승격되었다. 8월 23일, 그는 아노에타에서 열린 오사수나와의 경기에서 첫 라 리가 경기를 치러 무실점으로 막아내 2-0 승리에 일조했다. 그러나, 그는 1년차에 오랜 기간 주전으로 활약한 고르카 이라이소스에 밀려 후보 선수로 기용되었다.
에레린은 2014-15 시즌에 코파 델 레이에서 주전으로 활약해 소속 구단이 3년 만에 결승전으로 진출할 수 있도록 도왔다. 2015년 5월 25일, 그는 2017년까지 유효한 아틀레틱과의 연장 계약을 맺었다.
2015-16 시즌, 에레린은 코파 델 레이와 유로파리그 경기에 주로 출전했고, 이라이소스가 퇴장으로 인한 징계로 출전하지 못한 두 리그 경기에도 출전했다. 2016년 6월 8일, 그는 2019년까지 유효한 연장 계약서에 서명했다.
216년 11월 30일, 케파 아리사발라가에게 주전 지위를 내어준 에레린은 또다른 1부 리그 구단인 레가네스로 시즌 끝까지 임대되어 부상당한 혼 안데르 세란테스를 대신했다. 2018년 1월 19일, 그는 아틀레틱으로 복귀해 헤타페와의 리그 원정 경기에서 두 차례 상대 공격수를 넘어뜨려 페널티 킥을 헌납했는데, 이 중 두 번째는 선방하여 2-2 무승부로 경기를 끝냈다. 그에 앞서, 그는 2021년까지 유효한 연장 계약서에 서명했다.
2018-19 시즌, 에레린은 케파 아리사발라가가 첼시로 떠나면서 주전으로 도약했다. 2019년 1월 7일, 셀타 비고와의 리그 원정 경기에서, 에레린이 멀리 찬 공을 이냐키 윌리암스가 접수해 득점해 라 리가에서 21세기 최초로 도움을 기록한 골키퍼로 이름을 올렸다. 그러나, 그는 다음 두 시즌 동안 우나이 시몬의 급부상으로 출전 기회가 많이 줄어들었다.

### 알 라에드
2021년 8월 30일, 에레린은 사우디아라비아의 알 라에드에 입단했다.

## 국가대표팀 경력
에레린은 2019년 5월, 0-0으로 비긴 파나마와의 경기에서 젊고 경력이 짧은 선수들과 함께 비공식 바스크 대표팀 첫 경기를 치렀다.

## 경력 통계

### 클럽
2020년 7월 19일 기준
| 구단                  | 시즌      | 리그              | 리그 | 리그 | 컵   | 컵 | 대륙 | 대륙 | 합계 | 합계 |
| 구단                  | 시즌      | 리그명            | 출장 | 골   | 출장 | 골 | 출장 | 골   | 출장 | 골   |
| --------------------- | --------- | ----------------- | ---- | ---- | ---- | -- | ---- | ---- | ---- | ---- |
| 바스코니아            | 2006–07   | 테르세라 디비시온 | 8    | 0    | —    | —  | —    | —    | 8    | 0    |
| 바라칼도 (임대)       | 2006–07   | 세군다 디비시온 B | 18   | 0    | —    | —  | —    | —    | 18   | 0    |
| 빌바오 아틀레틱       | 2007–08   | 세군다 디비시온 B | 19   | 0    | —    | —  | —    | —    | 19   | 0    |
| 빌바오 아틀레틱       | 2008–09   | 세군다 디비시온 B | 32   | 0    | —    | —  | —    | —    | 32   | 0    |
| 빌바오 아틀레틱       | 2009–10   | 세군다 디비시온 B | 36   | 0    | —    | —  | —    | —    | 36   | 0    |
| 빌바오 아틀레틱       | 합계      | 합계              | 87   | 0    | 0    | 0  | 0    | 0    | 87   | 0    |
| 아틀레티코 마드리드 B | 2010–11   | 세군다 디비시온 B | 37   | 1    | —    | —  | —    | —    | 37   | 1    |
| 아틀레티코 마드리드 B | 2011–12   | 세군다 디비시온 B | 38   | 0    | —    | —  | —    | —    | 38   | 0    |
| 아틀레티코 마드리드 B | 합계      | 합계              | 75   | 1    | 0    | 0  | 0    | 0    | 75   | 1    |
| 아틀레티코 마드리드   | 2010–11   | 라 리가           | 0    | 0    | 0    | 0  | —    | —    | 0    | 0    |
| 아틀레틱 빌바오       | 2013–14   | 라 리가           | 6    | 0    | 6    | 0  | —    | —    | 12   | 0    |
| 아틀레틱 빌바오       | 2014–15   | 라 리가           | 4    | 0    | 9    | 0  | 2    | 0    | 15   | 0    |
| 아틀레틱 빌바오       | 2015–16   | 라 리가           | 2    | 0    | 6    | 0  | 16   | 0    | 24   | 0    |
| 아틀레틱 빌바오       | 2016–17   | 라 리가           | 0    | 0    | 0    | 0  | 5    | 0    | 5    | 0    |
| 아틀레틱 빌바오       | 2017–18   | 라 리가           | 8    | 0    | 1    | 0  | 14   | 0    | 23   | 0    |
| 아틀레틱 빌바오       | 2018–19   | 라 리가           | 31   | 0    | 0    | 0  | —    | —    | 31   | 0    |
| 아틀레틱 빌바오       | 2019–20   | 라 리가           | 5    | 0    | 4    | 0  | —    | —    | 9    | 0    |
| 아틀레틱 빌바오       | 2020–21   | 라 리가           | 0    | 0    | 0    | 0  | —    | —    | 0    | 0    |
| 아틀레틱 빌바오       | 합계      | 합계              | 56   | 0    | 26   | 0  | 37   | 0    | 119  | 0    |
| 누만시아 (임대)       | 2012–13   | 세군다 디비시온   | 34   | 0    | 0    | 0  | —    | —    | 34   | 0    |
| 레가네스 (임대)       | 2016–17   | 라 리가           | 21   | 0    | 1    | 0  | —    | —    | 22   | 0    |
| 경력 합계             | 경력 합계 | 경력 합계         | 299  | 1    | 27   | 0  | 37   | 0    | 363  | 1    |

1. 1 2 3 4  유로파리그 출장 경기 기록 포함

## 수상
아틀레틱 빌바오
- 수페르코파 데 에스파냐: 2015[29]